# Секарены
Секарены (рум. Secăreni, Секэрень) — село в Хынчештском районе Молдавии. Является административным центром коммуны Секарены, включающей также сёла Корнешты и Новые Секарены.

## География
Село расположено на высоте 172 метров над уровнем моря.

## Население
По данным переписи населения 2004 года, в селе Секэрень проживает 663 человека (357 мужчин, 306 женщин).
Этнический состав села:
| Национальность | Число жителей | Процентный состав |
| -------------- | ------------- | ----------------- |
| молдаване      | 660           | 99.55             |
| румыны         | 2             | 0.3               |
| украинцы       | 1             | 0.15              |
| Всего          | 663           | 100%              |